# 惇裕學校
惇裕學校（英語：Tun Yu School），英文簡寫為 TYS，是一所政府資助的全日制小學，於1939年創校，位於香港新界元朗新田，創辦於1939年。該校最初期在村內舊校舍上課，直至1953年遷至新校舍。

## 校訓
「惇、孝、裕、昆」

## 歷史

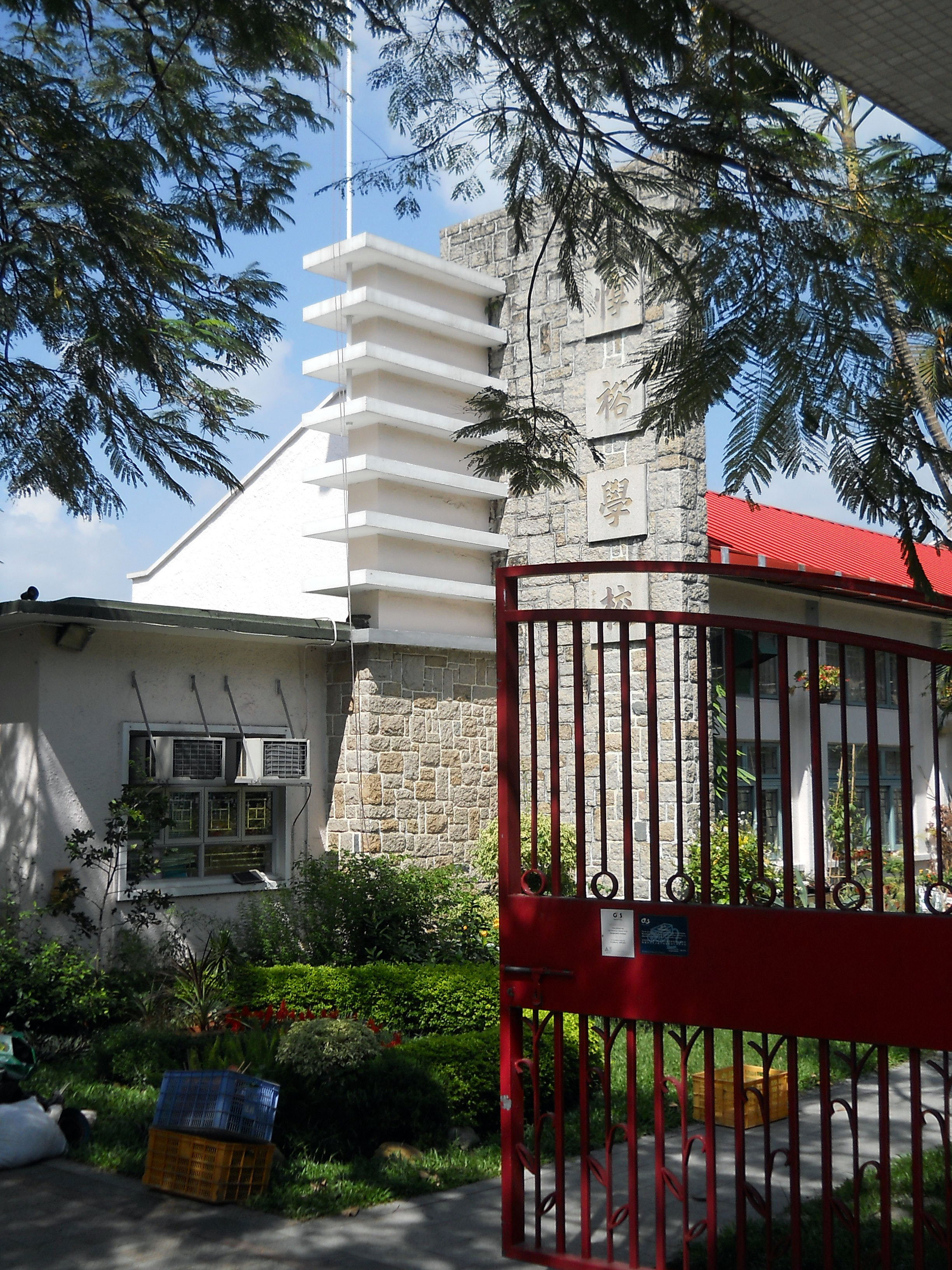
惇裕學校

### 學校歷史
該校最初期在村內舊校舍上課，1953年遷至新校舍。

### 歷屆校長
歷屆校長的在任期間：
- 文炳南先生(19??－1997)
- 文靄儀女士(1997－2010)
- 陳杏軒先生(2010－現在)

## 辦學宗旨

### 家課政策
每天每班都由負責老師給予適量的家課，目的是促進學生的學習，以及鞏固學生在校學習的知識。

### 測驗及考試
全年共舉行4次考試。
2007-2008年度改制，全年舉行3次考試。

### 教學模式
小四至小六會按學業成績分班。

#### 多元學習評估
除紙筆評估外，加入多元化形式；通過專題設計、閱讀報告和觀察等評估學生的表現。中英數科目進展性及總結性評估每學期4-8次。

## 上課時間
| 上課時間：                | 星期：       |
| 上午8時20分~至下午3時40分 | (星期一至五) |

午膳時間：下午12時35分至1時30分
每週上學5天，每週共有48節課堂，每天上課8節，每節30分鐘。午膳由指定供應商提供，校方為學生集體向午膳供應商訂購飯盒；並會由班主任、工友、保母協助及陪伴低年級學生用膳。

## 班級結構
一至六年級各設兩班。

## 學校設備
10萬平方呎校園
- 該校設有：
  - 12間標準課室
  - 標準足球場
  - 籃球場
  - 乒乓球場
  - 康樂角
  - 中央花圃
  - 農圃
  - 苗圃
  - 小花園
  - 禮堂
  - 電腦室
  - 圖書室
  - 英語角
  - 兩個加強輔導室
  - 生態水池
- 每間課室均安裝空調設備。
- 視聽設備包括：如液晶體投影機,實物投影機及先進電腦等。

## 課外活動

### 學藝班
舉辦不同的課外活動，提高學生的學習興趣，包括電腦班、舞蹈班、小女童軍、幼童軍、少年警訊、公益少年團、步操樂隊、各類球隊、合唱團、節奏樂隊、園藝組、環保小手工、歷奇活動、田徑隊、球類活動、珠心算、義工組、圖書、舞蹈、直笛、電影、水墨畫、棋藝等。

## 校內活動
- 校慶日大型體育比賽
- 聖誕聯歡會
- 步操樂隊
- LEGO工程師
- 種植活動
- 護苗教育車
- 大型旅行活動
- 參觀活動
- 齊來說故事
- 校園小記者
- 園藝
- 合唱團
- 足球

## 家長教師會
顧問      :     文靄儀校董、陳杏軒校長
主席      :     黃漢光先生
副主席  :     高瑞英女士 、湯翠君助理校長、黎溢威助理校長
秘書      :     高雪女士、 彭慧敏主任、林小玲主任
司庫      :     張丹女士、陳梓杲主任
學術      :     邱詩穎女士、湯曉俠女士、勞俊威老師、張卓珊老師
康樂      :     管德双女士、鄭穎詩女士、蔡俊宇老師、林振聲主任
聯絡      :     林旭娜女士、宣玉蓮女士、林小玲主任、盧家智老師
總務      :     張海容女士、毛黃音女士、龔凱玲老師

## 未來
繼續參加香港中文大學優質學校改進計劃，配合四個關鍵項目，提升教學質素。

## 外部連結
- 惇裕學校 （页面存档备份，存于）
- 惇裕學校 - 學校資料 2010年
- Education Bureau School List by District